# Pickering (cráter marciano)

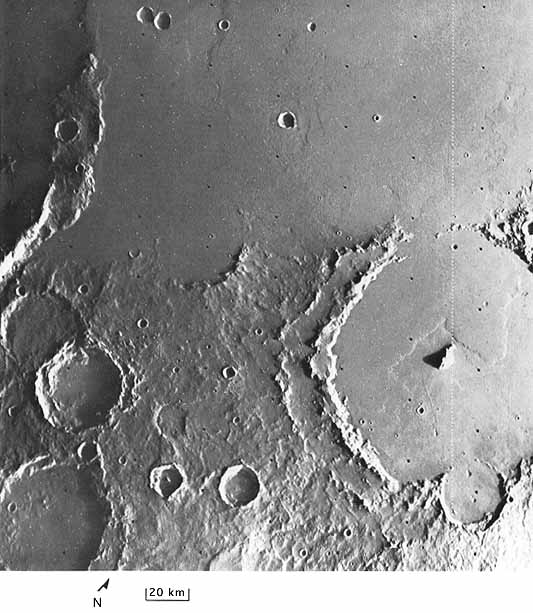
Imagen del orbitador Viking, con Pickering a la derecha

Pickering es un cráter perteneciente al cuadrángulo Phaethontis de Marte, localizado en las coordenadas 33.1° de latitud sur y 132.5° de longitud oeste. Tiene 115 kilómetros de diámetro.
Frentes de flujos de lava procedentes de Arsia Mons son visibles en el interior de la formación, acumulándose alrededor de la cumbre central del cráter.
Su nombre es un homenaje a varias personas: los hermanos Edward Charles Pickering (1846–1919) y William Henry Pickering (1858–1938), astrónomos estadounidenses; y Sir William Hayward Pickering (1910–2004), ingeniero aeroespacial estadounidense de origen neozelandés.

## Imágenes
| [[File:Wikipickering.jpg\|1200px\|alt={{{Alt\|{{{descripción}}}]]                                                                                                   |
| Porción media de Pickering (imagen CTX Mars Reconnaissance Orbiter). Las flechas indican bordes de flujos de lava. (El norte, hacia la izquierda de la fotografía). |